# Wereldbeker BMX 2015
De wereldbeker BMX 2015 begon op 18 april in het Britse Manchester en eindigde op 26 september in het Amerikaanse Rock Hill. De eindzege ging bij de mannen naar de Brit Liam Phillips  en bij de vrouwen naar de Colombiaanse Mariana Pajón.

## Mannen

### Uitslagen
| Datum                | Plaats              | Eerste           | Tweede         | Derde            |
| -------------------- | ------------------- | ---------------- | -------------- | ---------------- |
| 18-19 april 2015     | Manchester          | Liam Phillips    | Amidou Mir     | Nicholas Long    |
| 9-10 mei 2015        | Papendal            | Niek Kimmann     | Sam Willoughby | Jelle van Gorkom |
| 15-16 augustus 2015  | Engelholm           | Liam Phillips    | Bodi Turner    | Sam Willoughby   |
| 5-6 september 2015   | Santiago del Estero | Liam Phillips    | Anthony Dean   | Niek Kimmann     |
| 25-26 september 2015 | Rock Hill           | Māris Štrombergs | Tory Nyhaug    | Connor Fields    |

### Eindstand
| #  | Atleet           | Land | Punten |
| -- | ---------------- | ---- | ------ |
| 1  | Liam Phillips    | GBR  | 865    |
| 2  | Niek Kimmann     | NED  | 735    |
| 3  | Amidou Mir       | FRA  | 610    |
| 4  | Connor Fields    | USA  | 600    |
| 5  | Anthony Dean     | AUS  | 595    |
| 6  | Sam Willoughby   | AUS  | 575    |
| 7  | Carlos Oquendo   | COL  | 530    |
| 8  | Jelle van Gorkom | NED  | 490    |
| 9  | Bodi Turner      | AUS  | 475    |
| 10 | David Graf       | SUI  | 475    |

## Vrouwen

### Uitslagen
| Datum                | Plaats              | Eerste            | Tweede            | Derde             |
| -------------------- | ------------------- | ----------------- | ----------------- | ----------------- |
| 18-19 april 2015     | Manchester          | Caroline Buchanan | Alise Post        | Stefany Hernández |
| 9-10 mei 2015        | Papendal            | Mariana Pajón     | Felicia Stancil   | Stefany Hernández |
| 15-16 augustus 2015  | Engelholm           | Alise Post        | Felicia Stancil   | Lauren Reynolds   |
| 5-6 september 2015   | Santiago del Estero | Mariana Pajón     | Stefany Hernández | Alise Post        |
| 25-26 september 2015 | Rock Hill           | Mariana Pajón     | Stefany Hernández | Laura Smulders    |

### Eindstand
| #  | Atleet             | Land | Punten |
| -- | ------------------ | ---- | ------ |
| 1  | Mariana Pajón      | COL  | 965    |
| 2  | Stefany Hernández  | COL  | 875    |
| 3  | Alise Post         | USA  | 825    |
| 4  | Caroline Buchanan  | AUS  | 760    |
| 5  | Felicia Stancil    | USA  | 670    |
| 6  | Lauren Reynolds    | USA  | 585    |
| 7  | Danielle George    | USA  | 585    |
| 8  | Brooke Crain       | USA  | 575    |
| 9  | Simone Christensen | DEN  | 540    |
| 10 | Merle van Benthem  | NED  | 495    |

2003 ·
2004 ·
2005 ·
2006 ·
2007 ·
2008 ·
2009 ·
2010 ·
2011 ·
2012 ·
2013 ·
2014 ·
2015 ·
2016 ·
2017 ·
2018 ·
2019 ·
2020 ·
2021 ·
2022 ·
2023 ·
2024